# Regierung Peeters II
Die Regierung Peeters II war die dreizehnte flämische Regierung. Sie amtierte vom 13. Juli 2009 bis zum 26. Mai 2014.
Nach der Wahl zum flämischen Parlament am 7. Juni 2009 schied die liberale Open VLD aus der Regierung aus. Ministerpräsident Kris Peeters (CD&V) führte eine Regierung aus Christdemokraten (CD&V), Neuflämischer Allianz (N-VA) und der Sozialistischen Partei Anders (sp.a).

## Zusammensetzung
| Amt | Name                  | Partei | Beginn der Amtszeit | Ende der Amtszeit |
| --- | --------------------- | ------ | ------------------- | ----------------- |
| Ministerpräsident und Minister für Wirtschaft, Äußeres, Landwirtschaft und den ländlichen Raum                                                             | Kris Peeters          | CD&V   | 13. Juli 2009       | 26. Mai 2014      |
| stellvertretende Ministerpräsidentin und Ministerin für Innovation, öffentliche Investitionen, Medien und die Bekämpfung der Armut                         | Ingrid Lieten         | sp.a   | 13. Juli 2009       | 26. Mai 2014      |
| stellvertretender Ministerpräsident und Minister für Verwaltungsangelegenheiten, Inneres, Einbürgerung, Tourismus und die flämische Peripherie von Brüssel | Geert Bourgeois       | N-VA   | 13. Juli 2009       | 26. Mai 2014      |
| Minister für Wohlfahrt, Gesundheit und Familie | Jo Vandeurzen         | CD&V   | 13. Juli 2009       | 26. Mai 2014      |
| Ministerin für Mobilität und öffentliche Arbeiten | Hilde Crevits         | CD&V   | 13. Juli 2009       | 26. Mai 2014      |
| Ministerin für Energie, Wohnungen, Städte und Sozialwirtschaft                                                                                             | Freya Van den Bossche | sp.a   | 13. Juli 2009       | 26. Mai 2014      |
| Minister für Finanzen, Haushalt, Arbeit, Raumordnung und Sport                                                                                             | Philippe Muyters      | N-VA   | 13. Juli 2009       | 26. Mai 2014      |
| Ministerin für Umwelt, Natur und Kultur | Joke Schauvliege      | CD&V   | 13. Juli 2009       | 26. Mai 2014      |
| Minister für Bildung, Jugend, Chancengleichheit und Brüsseler Angelegenheiten                                                                              | Pascal Smet           | sp.a   | 13. Juli 2009       | 26. Mai 2014      |